# Jonathan Penner
Jonathan Lindsay Penner (ur. 5 marca 1962 w Nowym Jorku) – amerykański aktor, scenarzysta oraz producent filmowy i telewizyjny.

## Życiorys
Urodził się w Nowym Jorku. Ukończył prestiżową szkołę Phillips Andover w Andover, w stanie Massachusetts, i odebrał dyplom magistra sztuki Sarah Lawrence College w Bronxville, w stanie Nowy Jork. Na dużym ekranie zadebiutował w komedii Pogoń za milionami (Religion, Inc., 1989) u boku Sandry Bullock. Potem pojawił się w dramacie Biały pałac (White Palace, 1990) z Susan Sarandon. Wystąpił gościnnie w operze mydlanej Melrose Place (1993) i sitcomie CBS Pomoc domowa (The Nanny, 1993-1994) jako Danny Imperiali, były narzeczony Fran Fine.
Został doceniony jako współscenarzysta czarno-białego filmu krótkometrażowego Puch na nabrzeżach (Down on the Waterfront, 1993), zdobywając nominację do nagrody Oscara. Natomiast za scenariusz dreszczowca Diabeł w czarnym stroju (Let the Devil Wear Black, 1998), którego inspiracją był dramat Szekspira Hamlet o tragicznych losach duńskiego królewicza, który pragnie pomścić śmierć swego ojca, zamordowanego przez stryja, otrzymał nagrodę w Cognac oraz na festiwalu filmowym w Awinionie we Francji. Napisał skrypt horroru Bye Bye Man (2017).

### Życie prywatne
W 1991 poślubił Stacy Title, reżyserkę filmów z jego udziałem – Kolacja z arszenikiem (The Last Supper, 1995), Diabeł w czarnym stroju (Let the Devil Wear Black, 1998), oraz Kaptur przerażenia (Hood of Horror, 2006). Mają dwoje dzieci – syna Coopera i córkę Avę. Mieszka w Los Angeles.

## Filmografia

### Filmy fabularne
- 1989: Pogoń za milionami (Religion, Inc.) jako Morris Codman
- 1990: Biały pałac (White Palace) jako Marv Miller
- 1992: Amityville 1992: Najwyższy czas[4] jako dr Leonard Stafford
- 1993: Piątek, trzynastego IX: Jason idzie do piekła[5] jako David
- 1993: Stożkogłowi (Coneheads) jako kapitan lotnictwa Traffic
- 1993: Smok: Historia Bruce’a Lee (Dragon: The Bruce Lee Story) jako kierownik Studia
- 1995: Dwór (The Courtyard, TV) jako Larry Reese
- 1995: Niepohamowana siła II – Przemoc za przemoc[6] jako Desk Sergeant
- 1995: Gniew aniołów (Raging Angels) jako Dominick
- 1995: Krwawa pięść VII: Polowanie (Bloodfist VII: Manhunt) jako Johnny Marvosa
- 1995: Kolacja z arszenikiem (The Last Supper) jako Marc
- 1996: Weselny blues (Wedding Bell Blues) jako Matt Smith
- 1996: Nagi peryskop (Down Periscope) jako Seaman Stanley ‘Spots’ Sylvesterson
- 1996: Gorsze jest lepsze (For Better or Worse) jako Policjant #1
- 1998: Diabeł w czarnym stroju (Let the Devil Wear Black) jako Jack Lyne
- 1998: Drugi małżonek Kleopatry (Cleopatra’s Second Husband) jako Jon
- 1998: Anarchia TV (Anarchy TV) jako Jerry
- 1998: Niezrozumiały (Inconceivable) jako Adam
- 2002: Would I Lie to You? jako Chłopak
- 2006: Kaptur przerażenia (Hood of Horror) jako Fowler

### Seriale TV
- 1992: Głuchy telefon (Grapevine) jako David Klein
- 1993: Melrose Place jako Joel Walker
- 1993-1994: The Nanny jako Danny Imperiali, były narzeczony Fran (sezon 1 odc. 1, 21)
- 1995-1997: Naga prawda (The Naked Truth) jako Nick Columbus
- 1998: Kroniki Seinfelda jako Zach
- 1998: LateLine jako Paul
- 1998-2001: Proste przebudzenie (Rude Awakening) jako Dave Parelli
- 2000: Grapevine jako Brad
- 2001: Tykanie (The Tick) jako Mistrz/Steve Filbert
- 2004: Kryminalne zagadki Las Vegas (CSI: Crime Scene Investigation) Detektyw Travis
- 2004: Viva Las Vegas jako Detektyw Travis
- 2004: Zaaresztowany rozwój (Arrested Development) jako Detektyw Fellows
- 2006: CSI: Kryminalne zagadki Nowego Jorku (CSI: NY) jako Newt Glick
- 2006: E-Ring jako Agent FBI Jaffe

### Filmy krótkometrażowe
- 1993: Puch na nabrzeżach (Down on the Waterfront) jako Al Cohn
- 1995: Sąd (Judgement) jako Głos radiowy
- 1998: Latając z aniołami (Flying with the Angels) jako Człowiek